# The Mark II Purple Singles
The Mark II Purple Singles — сборник британской рок-группы Deep Purple, вышедший в 1979 году и составленный из композиций, записанных группой в составе «Mark II» в период 1969—1972. Альбом достиг #24 в Великобритании.
Первая сторона содержит три записи с концертов в Японии 1972 года. Вторая сторона состоит из четырех студийных записей, две из которых взяты без изменений с альбомов Machine Head и Who Do We Think We Are, а две другие — «When a Blind Man Cries» (записана в декабре 1971 года во время работы над альбомом Machine Head) и «Painted Horse» (записана в 1972 году во время работы над альбомом Who Do We Think We Are).

## Список композиций
Авторы песен: Blackmore/Gillan/Glover/Lord/Paice.
сторона А
1. Smoke on the Water — 5:12
2. Black Night — 4:56
3. Child in Time — 9:52

сторона Б
1. Woman from Tokyo — 4:28
2. Never Before — 3:30
3. When a Blind Man Cries — 3:29
4. Painted Horse — 5:18

## Участники записи
- Ричи Блэкмор — гитара
- Иэн Гиллан — вокал, гармоника
- Роджер Гловер — бас-гитара
- Джон Лорд — орган, клавишные
- Иэн Пейс — ударные